# HOBBY's JUMP
『HOBBY's JUMP』（ホビーズジャンプ）は、1983年から1988年にかけて刊行された『月刊少年ジャンプ』（集英社）の増刊。全16号。
現在の『Vジャンプ』の原型とも言える雑誌で、漫画作品の他にコンピュータゲーム・プラモデル・ラジコンなどの情報も掲載されていた。また、末期にはメンズファッションの記事なども掲載されていた。
ゲーム関連記事ではファミコン、MSX、セガ・マークIII/セガ・マスターシステムをバランス良く取り上げていた。
なお、パソコン関係のソフトの紹介コーナーでは少年誌でありながら『天使たちの午後』や『ロリータシンドローム』などのアダルトゲームも堂々と掲載する事もあった。

## 主な掲載作品
- プラモ道入門（秋本治）
- パソコンワールド（ビッグ錠）
- ネットワーク戦士（矢野健太郎）：『ホビーズジャンプ』中期から最後まで連載。当時の最先端であった音響カプラでのパソコン通信を題材にしたSF作品。集英社から単行本は出ず、後年、学研のノーラコミックスから単行本化された。
  - ネットワーク戦士 - マンガ図書館Z（外部リンク）
- 爆裂拳 バム（かとうりゅうじ）
- われらホビーズ（あおきけい）:ラジコンや自転車、TVゲームを題材としたショートギャグマンガ。月刊少年ジャンプに「われらホビーズファミコンゼミナール」にスピンオフされる。